# Новороссийское (Волгоградская область)
Новороссийское (до 1963 года — Грязное) — село в Ольховском районе Волгоградской области, в составе Ягодновского сельского поселения.
Основано в 1826 году.
Население — 8 чел. (2010)

## История
Основано как село Грязное. Согласно Историко-географическему словарю Саратовской губернии село Грязное состояло из двух частей — деревни Грязной (также Грязной Курган, Еремин Курган) и деревни Тополевки. Тополевка была заселена в 1826 году, Грязная в 1829 году русскими государственными крестьянами. При поселении крестьяне получили от казны надел в 10250 десятин удобной и неудобной земли.
Село Ягодное (оно же Ягодная Таловка) заселено государственными крестьянами велоко- и малороссами из Курской и других губерний в 1833-34 годах. По сведениям Саратовской земской управы 1882 году земельный надел сельского общества составлял 14909 десятины удобной и неудобной земли. Село относилось к Липовской волости Царицынского уезда Саратовской губернии.
В 1886 году построена церковь святого Николая Чудотворца. В 1894 году в селе имелись 2 мелочные и 1 винная лавки, 5 ветряных мельниц и 3 маслобойни. Крестьяне занимались преимущественно хлебопашеством.
С 1928 года — административный центр Грязновского сельсовета Ольховского района Камышинского округа (округ ликвидирован в 1934 году) Нижневолжского края. С 1935 года — в составе Балыклейского района Сталинградского края (с 1936 года — Сталинградской области, с 1961 года — Волгоградской области). В 1959 году Грязновский сельсовет был упразднён, территория передана в состав Ягодновского сельсовета. В 1963 году Балыклейский район был расформирован, Ягодновский сельсовет передан Камышинскому району. Указом Президиума ВС РСФСР от 15 августа 1963 года № 33(255) село Грязное было переименовано в село Новороссийское. В составе Ольховского района — с 1966 года.

## Общая физико-географическая характеристика
Село находится в степной местности, в пределах Приволжской возвышенности, в балке Спорной, выше истока реки Зензеватка, на высоте около 100 метров над уровнем моря. Почвы каштановые.
По автомобильным дорогам расстояние до областного центра города Волгоград — 160 км, до районного центра села Ольховка — 24 км. Село Ягодное расположено в 10,5 км к северо-востоку.
Часовой пояс
Новороссийское, как и вся Волгоградская область, находится в часовой зоне МСК (московское время). Смещение применяемого времени относительно UTC составляет +3:00.

## Население
Динамика численности населения
| 1858 | 1862 | 1891 | 1894 | 1897 | 1911 | 1987 | 2002 |
| ---- | ---- | ---- | ---- | ---- | ---- | ---- | ---- |
| 822  | 1240 | 1331 | 1410 | 1387 | 1514 | ≈110 | 16   |

| 2010 |
| ---- |
| 8    |